# 拉比法庭

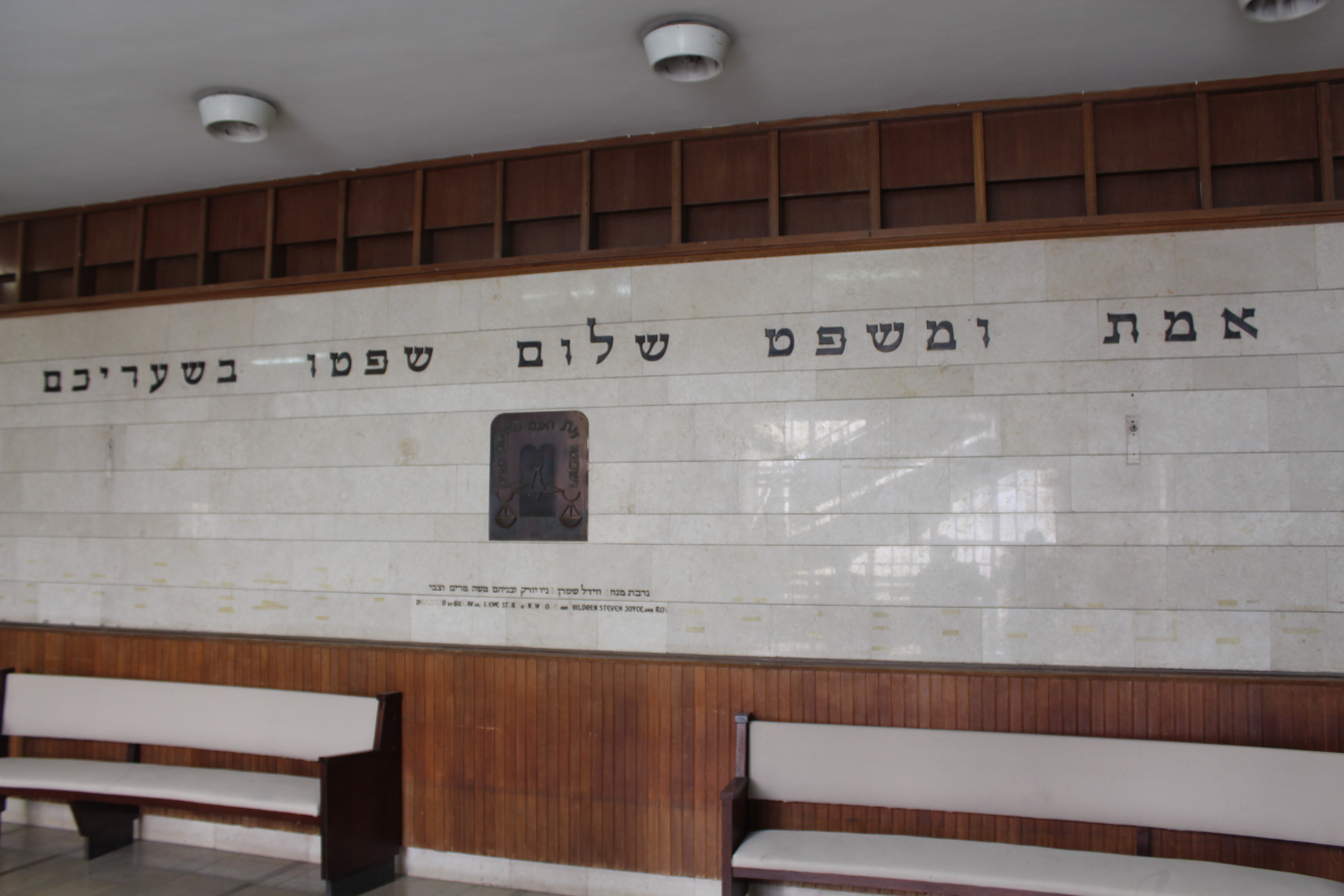
位于耶路撒冷所罗门宫的前大法院内的大厅

拉比法庭（希伯來語：בית דין רבני）是以色列法律体系中的一部分，即宗教法庭与民事法庭系统并行运作。该体系继承自先前的英国托管制度，给予了宗教法庭管辖婚姻和离婚等个人状态事务的管辖权。以色列承认的宗教团体中均设有此类法庭，包括穆斯林法庭、基督教法庭和犹太教的拉比法庭。这些法庭根据各自的宗教信仰裁定个人身份，如拉比法庭的依据是犹太律法。